# Sextuplet de nombres premiers
Pour un article plus général, voir Suite de nombres premiers.
Un sextuplet de nombres premiers est, au sens le plus large, un n-uplet {\displaystyle (p_{1},p_{2},p_{3},p_{4},p_{5},p_{6})} de six nombres premiers.
Les recherches en théorie des nombres sur les nombres premiers ont amené les mathématiciens à définir et examiner des sextuplets particuliers, dont les termes (premiers) satisfont des conditions précises.
Les sextuplets de nombres premiers les plus étudiés regroupent des nombres premiers successifs, c'est-à-dire séparés par cinq distances « minimales ». Cette définition encore générale ne présente toujours pas beaucoup d'intérêt puisque, les nombres premiers étant en quantité infinie, il est possible de rassembler ces nombres successifs six par six (jusqu'à l'infini, justement) sans autre critère (que d'être successifs).

## Écarts minimaux constants
En pratique, la notion de sextuplet de nombres premiers habituellement rencontrée dans la littérature mathématique concerne les sextuplets de nombres premiers distants d'écarts minimaux constants ; ils sont de la forme {\displaystyle (p-4,p,p+2,p+6,p+8,p+12)} (où tous les termes sont premiers).
Un tel sextuplet est donc issu d'un quadruplet de nombres premiers d'écarts minimaux constants, {\displaystyle (p,p+2,p+6,p+8)}, auquel on a ajouté deux termes (premiers aussi) :
- à droite, {\displaystyle p+12} ;
- à gauche, {\displaystyle p-4}.

### Propriétés
Un sextuplet de nombres premiers d'écarts minimaux constants contient :
- deux paires de nombres premiers jumeaux proches : {\displaystyle (p,p+2)} et {\displaystyle (p+6,p+8)\ ;}
- un quadruplet de nombres premiers d'écarts minimaux constants : {\displaystyle (p,p+2,p+6,p+8)\ ;}
- quatre triplets de nombres premiers d'écarts minimaux constants, se chevauchant partiellement : {\displaystyle (p-4,p,p+2)}, {\displaystyle (p,p+2,p+6)}, {\displaystyle (p+2,p+6,p+8)}, {\displaystyle (p+6,p+8,p+12)\ ;}
- deux quintuplets de nombres premiers d'écarts minimaux constants, se chevauchant partiellement : {\displaystyle (p-4,p,p+2,p+6,p+8)} et {\displaystyle (p,p+2,p+6,p+8,p+12).}

### Liste
Les cinq plus petits sextuplets de nombres premiers sont :
- (7, 11, 13, 17, 19, 23) ;
- (97, 101, 103, 107, 109, 113) ;
- (16 057, 16 061, 16 063, 16 067, 16 069, 16 073) ;
- (19 417, 19 421, 19 423, 19 427, 19 429, 19 433) ;
- (43 777, 43 781, 43 783, 43 787, 43 789, 43 793).

(De 50 001 à 100 000, aucune occurrence.)

### Dénombrement
On ignore s'il existe une infinité de tels sextuplets.
Démontrer la conjecture des nombres premiers jumeaux ne démontrerait pas qu'il existe aussi une infinité de sextuplets de nombres premiers, ni même une infinité de triplets de nombres premiers.